# Liksidig

En liksidig, likvinklig triangel.

Liksidig är egenskapen hos en geometrisk figur i planet att alla sidor är lika långa.
En liksidig triangel är också likvinklig: alla vinklar är lika stora, nämligen 60°. En liksidig fyrhörning kallas romb och en liksidig rektangel är detsamma som en kvadrat. En regelbunden n-hörning är alltid liksidig och likvinklig.